# Diospyros ekodul
Diospyros ekodul är en tvåhjärtbladig växtart som beskrevs av B. Walln. Diospyros ekodul ingår i släktet Diospyros och familjen Ebenaceae. Inga underarter finns listade i Catalogue of Life.